# Стрілківський район
Стрілківський район — колишній район Дрогобицької області, центром якого було село Стрілки.

## Історія
10 січня 1940 року політбюро ЦК КП(б)У обговорило питання про районний поділ Дрогобицької області, зокрема про утворення Стрілківського району із центром у селі Стрілки.
Однак вже 27 червня 1941 року під натиском німецьких військ радянські війська залишили Стрілки, а район призупинив своє функціонування.
Відновлено його було у вересні 1944 р. Стрілківський район було ліквідовано у вересні 1959 р. шляхом приєднання його території до Старосамбірського району.
7. березня 1948 р. пвд. УПА під командою хор. Романа звів бій з відділами МВД, що робили облаву на ліс між селами Лаврів, Нанчілка і Тиха, р-н Стрілки, Дрогобицька область. В кількагодинному бою большевики втратили 19 вбитими, повстанців впало 2.

## Територія району
До складу Стрілківського району, окрім районного центру села Стрілки входило ще ряд сіл, серед них Тур'є, Галівка, Михневець, Тиха, Соснівка, Великосілля, Потік, Веснів, Головецько, Бистре, Лип'я, Бусовисько.

## Стрілківський райком КП(б)У
Одразу з встановленням радянської влади почалося формування комуністичних структур, зокрема у січні 1940 року було створено Стрілківський райком КП(б)У. Однак у червні 1941 року у зв’язку з німецькою окупацією він припинив своє функціонування. Райком було відновлено у червні 1944 року, у жовтні 1952 року перейменовано на Стрілківський райком КПУ. Ліквідований у вересні 1959 р. після ліквідації Стрілківского району, територія якого відійшла до Старосамбірського району.
Стрілківський райком КП(б)У складався з наступних структурних підрозділів: бюро (загальний відділ), організаційно-інструкторський відділ (з 1949 р. - відділ партійних, профспілкових та комсомольських організацій), сектор партійної статистики, відділ пропаганди i агітації, сільськогосподарський відділ, військовий відділ, відділ по роботі серед жінок, відділ кадрів.

## Політичні репресії на території району
Начальниками районного відділу НКВД у 1939–1941 рр. працювали Г. І. Анан’єнко та І. Х. Кочетов.
Працівники НКВД надзвичайно жорстко діяли не лише проти озброєного підпілля, а й проти мирного населення. Зокрема 21 лютого 1945 р. – начальник відділення 2-ї прикордонної комендатури 90-го прикордонного загону, командир опергрупи капітан Старченко наказав безпідставно розстріляти 14 з 20 повстанців, які добровільно здали зброю. У березні 1945 р. за наказом Старченка був розстріляний захоплений пораненим повстанець біля села Тур’є. Старченко засуджений на 3 роки ВТТ, але за наказом про амністію у травні 1945 звільнений. 28 березня 1946 – п’яний штатний пропагандист райкому КП(б)У Колєсніков Н.Г. у селі Галівка убив пострілом у груди після невдалої спроби зґвалтувати громадянку Кіхтан П.В. 30 червня 1946 – через неспроможність довести причетність 10 арештованих юнаків до ОУН застрелився у своєму кабінеті начальник райвідділу НКВС з 1944 Андрусенко В.І.

## Обмін територіями
Стрілківський  район, разом із сусідніми потрапив у зону обміну територіями та населенням між УРСР та ПНР у 1951 році. В цілому депортація охопила понад 32 тисячі осіб бойківського населення, зокрема у Стрілківському районі було депортовано мешканців трьох сіл – Бистрого, Лип”я та Михнівця – їх було розпорошено у південних областях УРСР.

## Діяльність ОУН та УПА
Стрілківський район був одним із центрів діяльності загонів УПА, причому опір тут тривав доволі довго. Зокрема Стрілківський надрайонний провід ОУН було ліквідовано лише влітку 1951 року.
Фіров П.Т. Історія ОУН-УПА: Події, факти, документи, коментарі. (Лекції). — Севастополь: Вид-во СевНТУ, 2002. — 192 с. С.138
22 квітня 1948 відбулося зіткнення боївки з МВС в селі Великосілля Стрілківського району Дрогобицької області (загинули кущовий ОУН Ілля Сухар-Грушка, станичний ОУН-Велика Лінина-Спас-Тершів Іван Вишневський-Клим)
За обліком МДБ Дрогобицької області, станом на 1 лютого 1951 р. на території Нижньоустрицького району діяло 5 підпільників на чолі з районним провідником Василем Гусаком-"Пропав" та районним референтом СБ Іваном Ридашем-"Гострим". Із переселенням українців з території, переданої Польщі, ці підпільники перейшли у Стрілківський район, де діяли протягом 1951 р. – січня 1952 р.

### Стрілківський район в адміністративному поділі ОУН
Адміністративний поділ, який застосовувався в ОУН, відрізнявся від офіційно прийнятого в УРСР. Зокрема від осені 1945 року аж до 1952 року Стрілківський район входив до складу Самбірського надрайону.

## Видатні постаті пов’язані із Стрілківським районом
Від травня 1944 до квітня 1945 року у селі Бусовисько переховувалась від переслідувань НКВД Наталія Березинська – дружина командувача УПА генерала Романа Шухевича. Зокрема у Бусовисько приходили зв’язкові від командувача УПА, а сама жінка видавала себе за вдову померлого інженера, проживала за фіктивними документами.